# يوغا بهلوانية

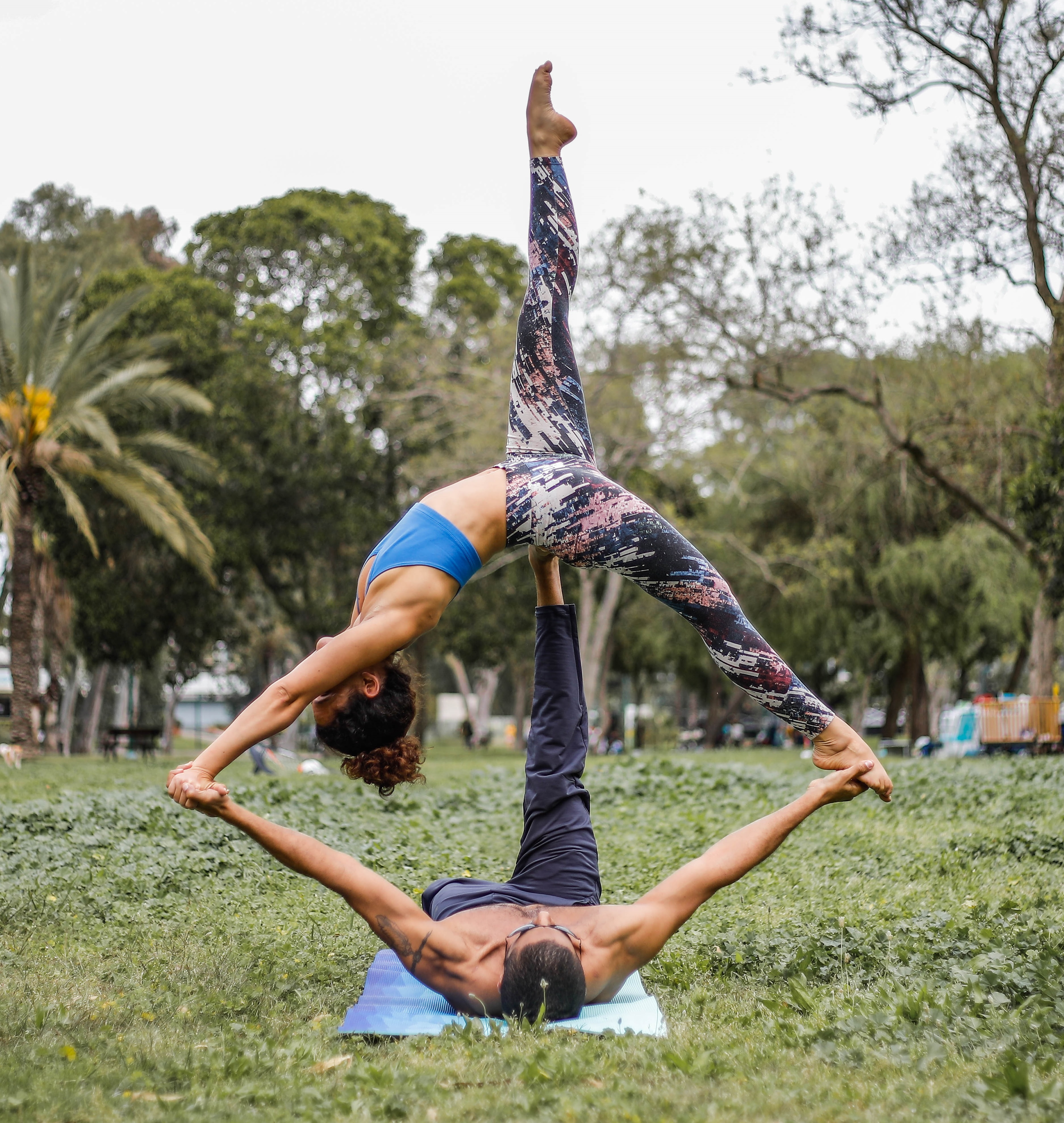
Acroyogis practicing Acro Yoga in a park.

## تعريف اليوغا البهلوانية
اليوغا البهلوانية هي ممارسة جسدية تمزج عناصر من اليوغا، والألعاب البهلوانية، وفنون الشفاء. وهذه الممارسات القديمة تشكل أساس الممارسة التي تزرع الثقة والاتصال والهرج بين الشركاء.

## مدارس اليوغا البهلوانية
هناك مدرستان من اليوغا البهلوانية : الأولى تجمع الأداء بين الألعاب البهلوانية، واليوغا والرقص والمدرسة موجودة في مونتريال، بقيادة جيسي غولدبرغ وبوكو يوجين، منذ عام 2006
يتم فيها تعليم الأداء مع شخصين أو أكثر.
والمدرسة الثانية تجمع بين الألعاب البهلوانية، واليوغا والتدليك التايلاندية.
كلا المدرستين تقدمان شهادات تدريس

## أدواراليوغاالبهلوانية
هناك ثلاثة أدوار أولية: القاعد، الطيار، المراقب.
القاعد - وهذا هو الفرد الذي لديه دور أكبر على الأرض. غالبا يقوم هذا الشخص الاستلقاء على الأرض مع الجذع الخلفي كامل على اتصال كامل. وهذا يتيح كلا الذراعين والساقين ليكون «العظام مكدسة» لأقصى قدر من الاستقرار والدعم لدور الطيار. النقاط الرئيسية في اتصال مع الطيار هي القدمين (توضع عادة على وركين الطيار أو بطن) والايدي (بضم اليدين أو الكتفين). ويمثل القاعد الاستقرار.
الطيار - هذا هو الفرد الذي يرتفع عن الأرض بدعم من القاعدة. لا يمكن للطيارة الانتقال إلى سلسلة من المناصب الحيوية، ويسمح عموما خطورة قيام بهذا العمل بالنسبة لهم. يحتاج الطيار التوازن والثقة والقوة الأساسية. الطيار يمثل الحرية و التوازن الديناميكي.
المراقب - وهذا هو الفرد الذي لديه وجهة نظر موضوعية للشركاء، والذي كله ينصب التركيز على التأكد من أن الطيار بسلام في حال وجود أي زلات. يمكن للمراقب أن يقدم توصيات إلى القاعد والطيار لتحسين صورتها.

## وصلات خارجية
- اليوغا